# Нищев, Пётр Иванович
Пётр Иванович Нищев (26 февраля 1938 года, Рассказово — 6 декабря 2006 года, Москва) — советский деятель спецслужб и педагог, полковник госбезопасности, кандидат технических наук. Участник спецоперации «Байкал-79» в качестве офицера спецподразделения «Зенит» КГБ СССР.  Начальник Курсов усовершенствования офицерского состава КГБ СССР (1981—1983), ученик теоретика диверсионно-партизанской войны Ильи Старинова.

## Биография
Родился 26 февраля 1938 года в Рассказово, Тамбовской области в семье офицера советской милиции.
В 1962 году окончил с отличием Харьковский автомобильно-дорожный институт. С 1963 года на службе  в органах госбезопасности с направлением для обучения на двухгодичные курсы при Высшей школе КГБ СССР имени Ф. Э. Дзержинского с углубленным изучением
немецкого языка. Перед окончанием Высшей школы КГБ проходил трёхмесячную стажировку в ГДР. С 1965 года служил в системе ВГУ КГБ СССР (контрразведка) на оперативных должностях в контрразведывательных подразделениях КГБ Украинской ССР по Ивано-Франковской области. В 1967 году закончил пятимесячные курсы при КУОС КГБ СССР. С 1967 по 1970 год служил в системе нелегальной разведки (управлении «С») ПГУ КГБ СССР (внешняя разведка).  С 1970 по 1974 год обучался на очной аспирантуре при Краснознамённом институте КГБ СССР, научным руководителем Нищева в аспирантуре был известный теоретик и практик разведывательно-диверсионной борьбы, профессор И. Г. Старинов, а научным консультантом  являлся один из руководителей нелегальной разведки А. И. Лазаренко. По предложению Г. И. Бояринова, Нищев  был включён в состав авторского коллектива под общим руководством  А. И. Лазаренко по изданию монографии «Обеспечение безопасности и жизнедеятельности разведывательных групп», изданной в 1973 году. В 1973 году проходил стажировку в СО АН СССР в лаборатории академика М. А. Лаврентьева, где занимался изучением  кумулятивного эффекта боеприпасов: прохождение, взаимодействие кумулятивной струи с гетерогенной и гомогенной преградой. 
С 1974 года на педагогической работе в КУОС КГБ СССР в качестве преподавателя и старшего преподавателя (по специальной инженерной и минно-подрывной подготовке) и начальника кафедры специальных дисциплин. В 1978 году Нищев защитил диссертацию на соискание учёной степени кандидат технических наук в МВТУ имени Н. Э. Баумана. В 1979 году находился в Афганистане, участвовал в спецоперации «Байкал-79», входил в состав и возглавлял оперативную группу спецподразделения «Зенит» КГБ СССР, находившись в составе этого отряда на «Вилле-2», в период операции Шторм-333 спецгруппа под его руководством занималась отсечением связи от дворца Тадж-Бек. Нищев так же входил в состав группы старшего советника Представительства КГБ СССР при ХАД ДРА Н. С. Радула, где занимался организацией защиты важных объектов Афганистана, в 1980 году являлся военным советником при Министерстве энергетики и водных ресурсов. В 1981 году некоторое время являлся начальником кафедры спецдисциплин Высших курсов КГБ СССР в Ташкенте. С 1981 по 1983 год — начальник Курсов усовершенствования офицерского состава КГБ СССР, где занимался подготовкой спецрезервистов КГБ для действий в особый период, под его руководством проходила подготовка командиров оперативно-разведывательных групп специального назначения по семимесячной программе для действий в глубоком тылу противника в военное время. В период и во время событий в Афганистане, П. И. Нищев вместе с руководством Управления «С» Первого главного управления КГБ СССР (нелегальная разведка) принимал непосредственное участие в формировании спецподразделений КГБ СССР — «Зенит», «Каскад» и «Омега». По воспоминаниям современников: 

Петр Иванович Нищев — личность самобытная, колоритная. Лидер по характеру. Его отличает глубокая, фундаментальная проработка всех вопросов. Аналитический склад ума...Занятия с Петром Ивановичем всегда проходили на одном дыхании: будь то теоретические или практические занятия на полигоне, где показывались конкретные результаты кумулятивного эффекта и точность наших теоретических расчетов по подрыву железобетонных опор. Слушателям нравилась его открытая, прямая, доброжелательная, без сантиментов манера общения с нами. Речь его богата народными присказками, неожиданными оборотами. Крылатые выражения Петра Ивановича цитировались многими поколениями спецназа...
С 1987 года после выхода в отставку занимался педагогической деятельностью, с 1994 года был организатором и первым ректором Института безопасности предпринимательства. С 1996 года являлся членом редколлегии журнала «Мир и безопасность» и вёл рубрику «технологии безопасности». С 1999 по 2001 год, Нищев являлся председателем редакционного совета журнала «Профи». С 2000 года организатор и первый президент Фонда содействия ветеранам органов госбезопасности «КУОС —Вымпел» имени Г. И. Бояринова и главный редактор журнала «КУОС — Вымпел».
Скончался 6 декабря 2006 года в Москве, похоронен в посёлке городского типа Кубинка Московской области на Кубинском новом городском кладбище.